# The Judas Table
The Judas Table è il sesto album in studio del gruppo musicale britannico Antimatter, pubblicato nel 2015.

## Tracce
1. Black Eyed Man - 6:24
2. Killer - 5:13
3. Comrades - 4:58
4. Stillborn Empires - 7:20
5. Little Piggy - 6:44
6. Hole - 5:03
7. Can Of Worms - 5:37
8. Integrity - 6:06
9. The Judas Table - 6:37
10. Goodbye - 2:44